# مهدی تاجیک
مهدی تاجیک (متولد ۱۳۶۰ / تهران) فعال دانشجویی، نویسنده و خبرنگار ایرانی است. او برای اولین بار در سال ۱۳۸۴ توسط وزارت اطلاعات دستگیر و پس از مدتی آزاد گردید.

## بازداشت دوم
تاجیک برای دومین بار همراه با تعدادی از دوستانش در اردیبهشت ماه سال ۱۳۸۵ توسط سپاه پاسداران انقلاب اسلامی در منزل خود دستگیر و برای مدتی طولانی در بازداشتگاه ۵۹ سپاه پاسداران در بازداشت موقت به سر برد و در این بازه زمانی مورد شکنجه روحی و روانی بسیار شدیدی قرار گرفت. وی سپس با قرار وثیقه آزاد گردید. در آذر سال ۱۳۸۵ هم‌زمان با برگزاری دادگاه وی، برخی از سایت‌ها و بلاگ‌های غربی اخباری غیرواقعی را از دستگیری مجدد وی و سه تن از دوستان هم پرونده اش به علت شرکت در مراسم اعتراض به ورود محمود احمدی‌نژاد رئیس‌جمهور وقت به دانشگاه صنعتی امیرکبیر منتشر نمودند.
در نهایت در اردیبهشت ماه سال ۱۳۸۶ وی به همراه محمد حسین کمالی و یاسر زهره‌ای از سوی دادگاه انقلاب به جرم اهانت به رهبری در نشریه‌ای دانشجویی به نام پروتست و تشکیل یک گروه دانشجویی به نام سازمان نواندیشان دمکرات ایران به ۳۰ ماه حبس تعزیری محکوم گردید. سید محمود علیزاده طباطبایی وکیل وی در اواسط سال ۱۳۸۶ در گفتگو با خبرنگار حقوقی ایسکانیوز از شکسته شدن ۲٫۵ سال حبس تعزیری مهدی تاجیک و دیگر موکلینش خبر داد. علیزاده طباطبایی همچنین اظهار داشت: «خوشبختانه با تلاشهای صورت گرفته دادگاه تجدیدنظر حکم مذکور را شکسته و آن را به پرداخت ۳۰ میلیون ریال تقلیل داده‌است.»

## بازداشت سوم
پس از انتخابات پر مسئله و سئوال‌برانگیز دهمین دوره ریاست جمهوری و تظاهرات جنبش سبز در تاسوعا و عاشورای ۱۳۸۸ همان سال، مهدی تاجیک برای سومین بار در ۲۸ دیماه این بار توسط پلیس امنیت ناجا در منزل خود بازداشت و پس از بازجویی اولیه در پایگاه پلیس امنیت خیابان مطهری برای دو هفته به یک زندان سری و امنیتی ناجا منتقل گردیده و پس از آن به اوین فرستاده شده و تا پایان سال در اوین در بند ۳۵۰ به سر می‌برد.

## زندان و سی سال محرومیت سیاسی
وی در اردیبهشت ۱۳۸۹ توسط قاضی پیر عباس قاضی دادگاه انقلاب اسلامی در حکمی عجیب به ۲۷ ماه حبس تعزیری و سی سال محرومیت سیاسی محکوم گردید. قاضی شعبه ۲۶ دادگاه انقلاب اسلامی در این حکم تاجیک را به مدت ۳۰ سال از حرفه خبرنگاری، تألیف، مصاحبه، مقاله‌نویسی و حتی تحلیل سیاسی محروم نمود. عضویت، هواداری و همچنین فعالیت مؤثر در احزاب و گروه‌های سیاسی و به‌طور کل ورود در مسائل نظری سیاسی از مصادیق این ممنوعیت نیز عنوان گردید.
در اواخر سال ۱۳۸۹ هم‌زمان با سالگرد واقعه عاشورای خبری مبنی بر تأیید این حکم و احضار وی به اوین برای سپری نمودن دوران محکومیتش منتشر گردید. در بهمن ۹۱ نامبرده پس از تهدید و فشار و اقدام به جلب نیروی‌های امنیتی، برای سپری نمودن دوران محکومیت خویش، خود را به اوین معرفی نمود. در مهر ۹۲ وی به همراه ۳ تن از زندانیان در پی موافقت مرخصی هفت روزه دادستانی، آزاد گردید. 

## تحصیلات
مهدی تاجیک دارای مدرک کارشناسی فیزیک هسته‌ای و کارشناسی ارشد مطالعات آمریکای شمالی دانشکده حقوق و علوم سیاسی دانشگاه تهران می‌باشد.